# Ка Булин Чертоза дела Тринита (Савона)
Ка Булин Чертоза дела Тринита је насеље у Италији у округу Савона, региону Лигурија.
Према процени из 2011. у насељу је живело 16 становника. Насеље се налази на надморској висини од 544 м.